# پاتریشیا کالمبر
 پاتریشیا کالمبر (انگلیسی: Patricia Kalember؛ زادهٔ ۳۰ دسامبر ۱۹۵۷) یک هنرپیشه اهل ایالات متحده آمریکا است.
از فیلم‌های معروف او می‌توان به بازی در فیلم مردان کمپانی و معجزه باد اشاره کرد.